# Conrad Gessner
Conrad Gessner o Conradus Gesnerus (Zúrich, Antigua Confederación Suiza, 26 de marzo de 1516-ibíd., 13 de diciembre de 1565) fue un naturalista y bibliógrafo suizo.
Su Historia Animalium en cuatro volúmenes (1551-1558) se considera el principio de la zoología moderna. También es conocido porque inventó el lápiz de grafito (cfr. más abajo) y por haber sido pionero del uso del método Zettelkasten para ordenar y archivar las anotaciones personales y organizar los pensamientos. Por sus conocimientos que abarcan diversas disciplinas es considerado un polímata.

## Biografía
Nacido y educado en Zúrich, era hijo de un peletero. Después de que su padre cayera en la batalla de Kappel (1531), pasó malos momentos económicos. Sin embargo, tenía buenos amigos, como su antiguo maestro Oswald Myconius y Heinrich Bullinger, por lo que consiguió continuar sus estudios en la Universidad de Estrasburgo y en la de Bourges (1532-1533); en París, encontró un generoso patrón en la persona de Job Steiger de Berna.
En 1535, la inquietud religiosa lo hizo volver a Zúrich, donde contrajo un imprudente matrimonio. Una vez más, sus amigos acudieron en su ayuda, permitiéndole que fuera a estudiar a Basilea (1536), de forma que en 1537 obtuvo el puesto de profesor de griego en la nueva Academia de Lausana (en aquel entonces perteneciente a Berna), donde se pudo dedicar a estudios científicos, especialmente en  botánica.
En 1540-1541 asistió a la famosa Facultad de Medicina de Montpellier, obtuvo el título de doctor en Medicina (1541) en Basilea y se estableció en Zúrich para ejercer la profesión, obteniendo el puesto de profesor de Física en el Carolinum. Allí pasó el resto de su vida salvo algún viaje a algún país extranjero y sus travesías cada verano por su país para realizar estudios botánicos. Durante este tiempo se dedicó a preparar libros de distintas materias. Murió de la peste, después de que hubiera tratado a Enrique Bullinger, el año en que fue ennoblecido.

## Obras
Entre sus contemporáneos fue reconocido especialmente como botánico, aunque sus manuscritos sobre esta materia no fueron publicados hasta bastante después de su muerte (en Núremberg, 1751-1771, 2 vols. folio), publicando él mismo únicamente Enchiridion historiae plantarum (iszli) y el Catalogus plantarum (1542) en cuatro idiomas.
En 1545 salió a luz su destacable Bibliotheca universalis (ed. por J. Simler, 1574), al parecer un catálogo en latín, griego y hebreo de todos los escritores que habían vivido hasta la fecha con los títulos de sus obras. Una segunda parte: Pandectarium sive partitionum universalium Conradi Gesneri Ligurini libri XXI, apareció en 1548, de la que únicamente había concluido 19 libros. Este suele ser considerado por la crítica como el «primer sistema de clasificación bibliográfica». El último, una enciclopedia sobre teología, salió a luz en 1549, pero el penúltimo, destinado a incluir sus trabajos de medicina, nunca fue terminado.
Su gran trabajo zoológico, Historia animalium, aparecido en 4 vols. (cuadrúpedos vivíparos, cuadrúpedos ovíparos, aves, peces) folio, 1551-1558, en Zúrich, un quinto (serpientes) se publicó en 1587 (hay una traducción al alemán, titulada Thierbuch, de los cuatro primeros volúmenes, Zúrich, 1563): este trabajo es el punto de partida de la zoología moderna. No contento con estas vastas obras, Gessner escribió en 1555 su libro titulado Mithridates de differentiis linguarum, un recuento de 130 lenguas conocidas con una plegaria en 22 lenguas. En 1556 apareció su edición de los trabajos de Claudius Aelianus.
Para la gente no interesada en temas científicos, Gessner es más conocido por su amor a las montañas (por debajo de la línea de nieve) y por sus múltiples excursiones por ellas, realizadas parcialmente por intereses botánicos, pero también para disfrutar del ejercicio y de las bellezas de la naturaleza.
En 1541 añadió a su Libellus de lacte et operibus lactariis una carta dirigida a su amigo J. Vogel, de Glaris, sobre la maravilla de encontrarse entre las montañas, de su amor por ellas y de su firme propósito de escalar al menos una cada año, no sólo para recoger flores, sino también para ejercitar el cuerpo. En 1555 publicó Gessner su narración Descriptio Montis Fracti sive Montis Pilati de su excursión al Gnepfstein (1920 m s. n. m. —metros sobre el nivel del mar—), el más bajo de los picos del Monte Pilatus.
Uno de sus mejores inventos fue el lápiz, el cual creó en 1565 en Alemania.

## Honores
Gessner estaba representado en los billetes de 50 francos suizos emitidos entre 1978 y 1994.

### Epónimos
Familia de plantas Gesneriaceae
Género
- (Gesneriaceae) Gesneria L.[5]